# Super Nintendo Entertainment System
Super Nintendo Entertainment System (також відома як SNES, Super NES, Super Nintendo) — 16-розрядна гральна консоль випущена компанією Nintendo. В Японії мала назву Super Famicom (яп. スーパーファミコン), скорочено від Super Family Computer, або SFC. В Південній Кореї мала назву Super Comboy (кор. 슈퍼 컴보이 Сюпхо кхомбоі) і розповсюджувалася компанією Hyundai Electronics. Хоча всі перелічені версії консолі були однаковими, регіональне блокування робило неможливою сумісність платформ з різних країн.
Super Nintendo Entertainment System стала другою домашньою ігровою платформою Nintendo. В SNES були представлені покращені графічні та звукові можливості в порівнянні з іншими приставками того часу. Крім того, розробка додаткових чипів, котрі вбудовувалися в картриджі, дозволяли їй залишатися конкурентноспроможною на світовому ринку навіть після виходу наступного покоління ігрових приставок.
Консоль здобула популярність в багатьох країнах світу, ставши напродаванішою 16-бітною платформою, попри сувору конкуренцію в Північній Америці з боку Sega. SNES залишилася популярною серед фанів і в епоху 32-бітних систем.

## Історія
Коли оригінальна Nintendo Entertainment System була на піку своєї популярності, інші компанії розробляли власні ігрові консолі. Так у 1987 і 1988 роках NEC та Sega випустили свої консолі: PC Engine і Mega Drive. Обидві системи були побудовані з використанням 16-бітної архітектури, надаючи покращенні графіку та звук в зрівнянні з 8-бітною NES. Тим не менш приставка від Nintendo продовжувала домінувати на ігровому ринку протягом наступних кількох років, поки виріб Sega, нарешті, не здобув успіху. Спочатку керівництво компанії Nintendo не виявляло ніякої цікавості щодо розробки нової консолі, але змінило свою політику коли NES почала застарівати. Її популярність на ринку почала знижуватися і Nintendo була змушена створити нову 16-бітну платформу щоб з успіхом конкурувати з іншими фірмами.

## Консольні війни
Конкуренція між компаніями Nintendo і Sega вилилась в одну з найзапекліших консольних війн в історії відеоігор, в котрій консоль Mega Drive позиціонувалась як «найкрутіша», розроблялися відповідні постери і слогани, частина з котрих була націлена на дорослих геймерів. Однак Nintendo вдалося набагато швидше портувати легендарну гру Street Fighter II від Capcom для SNES, тоді як Sega витратила на це більше року. Незважаючи на більш ранній старт Mega Drive та на більшу бібліотеку ігор, Sega зробила нижчу ціну по відношенню до Super Nintendo Entertainment System, обидві ворогуючі компанії володіли майже однаковими долями ринку на квітень 1992 року, і жодна з консолей протягом кількох років не могла стати явним лідером. Але в підсумку SNES стала домінувати на американському ринку 16-бітних консолей, залишившись популярною навіть в новій 32-бітній ері.

## Ера 32-бітних консолей
Коли більшість компаній стало переходити на 32-бітні консолі, Nintendo і Rare змогли довести, що Super NES все ще конкурентноздатна. В жовтні 1995 року Rare випустила Donkey Kong Country, гру з тривимірними моделями та текстурами, заздалегідь відрендереними за допомогою SGI. Своєю чіткою графікою і звуком високої якості Donkey Kong Country могла змагатися з іграми, що виходили на новіших 32-бітних консолях. За останні 45 діб 1994 року було продано 6,1 млн копій, завдяки цьому гра стала найбільш швидко продаваною за всю історію на той момент часу.
В жовтні 1997 року Nintendo випустила оновлену версію консолі (модель SNS-101). В США вона продавалась за ціною 99 $, в комплект входила гра Super Mario World 2: Yoshi's Island. Як і у випадку з переробленою версією NES (модель NES-101), нова модель стала легшою і тоншою, ніж попередник, але вона позбулася виходів S-Video і RGB. Це був один з останніх релізів SNES в цьому регіоні. В той же час для японського ринку була випущена Super Famicom Jr., яка мала аналогічні зміни.
Nintendo of America припинила виробництво SNES в 1999 році, приблизно через 2 роки після випуску Kirby's Dream Land 3 — це була остання гра яку випустила сама Nintendo для своєї консолі, це відбулося 27 листопада 1997 року. В Японії Super Famicom продовжувала вироблятися до вересня 2003 року, а ігри випускалися до 2000 року. Останній реліз Metal Slader Glory Director's Cut, відбувся 1 грудня 2000 року.
В останні роки багато ігор для SNES були портовані на кишенькову ігрову консоль Game Boy Advance, котра має аналогічну по можливостям відеосистему. У 2005 році було оголошено, що ігри Super NES будуть доступні на новій консолі Nintendo Wii через сервіс Virtual Console. У 2007 році Nintendo оголосила, що ремонт Famicom і Super Famicom більше не буде відбуватися, оскільки необхідні деталі почали закінчуватися.

## Технічні специфікації
Super NES має потужні графічні і звукові співпроцесори, є можливість використовувати «Mode 7» — режим, за допомогою котрого досягається ефект перспективи. Ці якості дозволяли платформі довго бути конкурентноспроможною. У деякі ігрові картриджі були вставлені додаткові чипи.

## Пам'ять
Консоль має 128 КБ DRAM. Вона прив'язана до різних сегментів шини А; до неї може бути здійснений послідовний доступ через регістри шини Б. Звукова і відео підсистеми мають додаткові об'єми пам'яті, зареєстровані для спеціальних потреб.